# غار آکبرآباد ۲
غار آکبرآباد ۲ مربوط به دوران پارینه‌سنگی جدید - دوران فرادیرینه‌سنگی است و در شهرستان پاسارگاد، بخش مرکزی، دهستان کمین، ۵۰۰ متری شمال روستای اکبر آباد واقع شده و این اثر در تاریخ ۲۶ اسفند ۱۳۸۶ با شمارهٔ ثبت ۲۱۹۰۰ به‌عنوان یکی از آثار ملی ایران به ثبت رسیده است.